# Ilja Reijngoud
Ilja Reijngoud (* 5. Juli 1972 in Leiden) ist ein niederländischer Jazzmusiker (Posaune, Komposition, Arrangement).

## Leben und Wirken
Reijngoud, der in Oosterbeek aufwuchs, begann im Alter von elf Jahren Posaune im Jugendsinfonieorchester in Arnheim zu spielen. Sein Vater nahm ihn zu den Jamsessions im George Jazz Café mit, wo er sich der Bigband von Guus Tangelder anschloss. Er studierte am Konservatorium Hilversum, wo er 1996 seinen Abschluss „cum laude“ machte. Bereits während seines Studiums war er in verschiedenen Bands aktiv; mit einer dieser Gruppen, Nemesis, gewann er 1994 das Middelsee Jazztreffen. Er tourte mit dem Sextett von Jasper van’t Hof in Europa. Bei einem Aufbaustudium in den USA absolvierte er 1997 mit dem Grad eines Master of Music.
Mit Bart van Lier gründete er ein Quintett, das das Album Memories of the Future veröffentlichte. 2003 erschien mit New Arrival zudem sein erstes Album unter eigenem Namen; für die Komposition „No Substitute“ wurde er mit einem Thelonious Monk Award ausgezeichnet. Im selben Jahr trat er auch mit verschiedenen Gruppen auf dem North Sea Jazz Festival auf. 2008 erschien sein Album Untamed World mit Kompositionen für sechs Posaunen und Rhythmusgruppe.
2007 komponierte Reijngoud Lieder auf der Grundlage von Shakespeare-Sonetten, die er mit der Sängerin Fay Claassen und seinem Quartett aufführte; das hieraus resultierende The Shakespeare Album wurde mit einem Edison prämiert. 2012 veröffentlichte er mit der Sängerin Elizabeth Simonian das Album Around the World with Elizabeth Simonian, das griechische und armenische Musik mit Jazz verschmolz. 2015 widmete Reijngoud sein Album Goldie Meets Silver der Musik von Horace Silver. Mit seinem Quintett veröffentlichte er 2020 das Album Home.
Reijngoud gehörte bereits seit 1993 zum Dutch Jazz Orchestra und war Mitglied von Nueva Manteca, The Houdini’s, Cubop City Big Band sowie dem Clazz Ensemble. Er wirkte auf mehr als hundert Alben mit, etwa von Jerry van Rooyen/Gunther Schuller, Rob Madna, Gijs Hendriks, Fra Fra Big Band, Pierre Courbois, Johan Plomp, Rob van Bavel, Trijntje Oosterhuis, Bob Brookmeyer, Ivan Lins mit dem Metropole Orkest (ausgezeichnet mit einem Latin Grammy Award), Lucas van Merwijk, Jorrit Dijkstra und Liesbeth List. Weiterhin trat er mit Herbie Hancock, John Scofield, Tom Harrell, Jimmy Bosch und Pat Metheny auf.
Reijngoud gründete 1998  am Rotterdams Conservatorium gemeinsam mit Bart van Lier sowie den klassischen Posaunisten Alexander Verbeek und Brandt Attema die Posaunenabteilung. Dort übernahm er auch die Leitung der Bigband. Seitdem unterrichtet er als Hochschullehrer am Rotterdams Conservatorium, leitete aber auch Workshops in Amsterdam, Den Haag, Los Angeles, New Orleans und Japan. Seit 2019 dirigiert er auch die Bigband des Amsterdamer Conservatoriums. Er hat auch ein Lehrbuch veröffentlicht.
Die Firma Kühnl & Hoyer baut eine Zugposaune als Signaturinstrument nach seinen Vorstellungen.